# نزاع جيرزي 2021
نزاع جيرزي 2021 هو نزاع مستمر بين المملكة المتحدة وجيرزي وفرنسا حول ترخيص حكومة جيرسي لقوارب الصيد الفرنسية للصيد في مياهها الإقليمية. في 5 مايو 2021 أرسلت المملكة المتحدة زورقي دورية إلى جيرزي ردًا على تهديدات الصيادين الفرنسيين بمحاصرة ميناء جيرزي الرئيسي والتهديدات الفرنسية بقطع الكهرباء عن جيرزي. في 6 مايو ردت فرنسا بإرسال زورقي دورية خاصين بها إلى جيرزي.

## خلفية
جيرزي هي إحدى التبعية التابعة للتاج. على الرغم من أن الجزيرة لم تكن أبدًا جزءًا من المملكة المتحدة أو الاتحاد الأوروبي، إلا أن علاقتها بصيد الأسماك كانت محكومة كجزء من أطر الاتحاد الأوروبي للصيد.
من عام 2004 حتى 31 ديسمبر 2020 تقاسمت جيرزي وفرنسا المسؤولية عن إدارة صيد الأسماك في المنطقة الواقعة بين ثلاثة إلى اثني عشر ميلاً قبالة ساحل جيرزي بموجب الشروط المتفق عليها في اتفاقية خليج جرانفيل، التي وقعتها فرنسا والمملكة المتحدة في عام 2000.
بعد أن غادرت المملكة المتحدة الاتحاد الأوروبي في عام 2020، لم تعد اتفاقية خليج جرانفيل سارية المفعول وتغيرت علاقة الصيد بين جيرزي وفرنسا لتصبح محكومة باتفاقية التجارة والتعاون بين الاتحاد الأوروبي والمملكة المتحدة. يتطلب ذلك أن تسمح جيرزي للسفن الأوروبية المرخصة بالصيد في مياهها الإقليمية.

## تصاريح الصيد
سيطرت جيرزي على جميع قوارب الصيد في مياهها من خلال عملية الترخيص، ولكن سيتم منح تصريح لقوارب الاتحاد الأوروبي التي لها تاريخ في الصيد في مياه جيرزي. وبالمثل فإن قوارب جيرزي التي تصطاد تقليديًا في المياه الفرنسية ستمنح تصريحًا بالاستمرار من قبل السلطات الفرنسية. تم تقديم فترة عفو تسمح للقوارب الفرنسية التي يزيد طولها عن 12 مترًا بمواصلة الصيد حتى نهاية أبريل. التغيير يعني أن جيرزي ستتحكم في أنشطة الصيد لقوارب الاتحاد الأوروبي في مياه جيرزي التي تثير قلق الصيادين الفرنسيين بشكل خاص.
تم تقديم نظام التصاريح الجديد للسفن التي يزيد طولها عن 12 مترًا والمجهزة بأنظمة مراقبة السفن في نهاية فترة العفو في 30 أبريل 2021، وأصدرت حكومة جيرسي 41 تصريحًا، مع وجود 14 تصريحًا آخر معلقًا. جاءت بعض التراخيص بشروط منها:
- كم عدد الأيام التي يمكن للقارب أن يصطاد فيها في مياه جيرسي.
- ما هي الأنواع التي قد يستهدفونها.
- ما هي معدات الصيد التي يمكن استخدامها، وكيف يمكن إجراء التجريف.[5]
- استبعاد مؤقت من المناطق التي تتواجد فيها أسماك أسبورية.

تدعي الحكومة الفرنسية أن هذه الشروط لم تتم مناقشتها مسبقًا وبالتالي لم يكن لها أي تأثير.

## الاحتجاجات
احتجاجًا على النظام، التقى عدد من صيادي نورمان وبريتون في جرانفيل، وكان البعض منهم عازمًا على محاصرة ميناء سانت هيلير في 6 مايو. نشأ هذا من سوء فهم للعملية الجديدة. أدرك الصيادون الفرنسيون أنهم بحاجة إلى تقديم دليل على عشرة أيام من الصيد للحصول على تصريح لمدة عام كامل، بينما كانوا في الواقع بحاجة إلى تقديم ما لا يقل عن عشرة أيام من الأدلة، بالإضافة إلى دليل على أكبر عدد من الأيام في السنة التي قاموا فيها بالصيد. في مياه الجزيرة في السنوات الثلاث الماضية.
اشتكت الحكومة الفرنسية من كيفية تطبيق النظام، ووصفت القواعد الجديدة بأنها «غير مقبولة تمامًا» لأنها تملي أين يمكن للسفن أن تذهب وما لا يمكن أن تذهب إليه. في 5 مايو قال وزير البحرية أنيك جيراردان إن فرنسا «مستعدة لاستخدام... إجراءات انتقامية» بما في ذلك قطع وصول الجزيرة إلى شبكة الكهرباء الفرنسية، التي تأتي منها 95٪ من كهرباء الجزيرة. أغلقت منطقة نورماندي وإدارة مانشي مكاتبهما المشتركة في جيرسي، والتي تم إنشاؤها في عام 1995 احتجاجًا على عدم فهمهم واستيائهم.
في مساء يوم 5 مايو قال رئيس الوزراء البريطاني بوريس جونسون «أي حصار سيكون غير مبرر تمامًا» وأعلن أن البحرية الملكية سترسل سفينتي دورية لمراقبة المياه حول جيرسي كإجراء احترازي. كما عقد اجتماعات مع جون لو فوندري رئيس وزراء جيرسي، وإيان جورست وزير الشؤون الخارجية بالجزيرة، حيث أخبرهم بضرورة «وقف التصعيد في التوترات».
في 6 مايو بدأت إتش إم إس سبعة في القيام بدوريات في المياه حول جيرسي. رداً على ذلك أرسلت فرنسا اثنين من زوارق الدورية الخاصة بها، وهما آثوس وثيميس، بعد الساعة 13:30 بتوقيت جرينتش بقليل. بعد نشر زوارق الدورية الفرنسية شوهد عضو من مجموعة إعادة تمثيل ميليشيا جيرسي في قلعة إليزابيث وهو يطلق مسدسًا باتجاه القوارب الفرنسية.
جاء مسؤولو جيرسي على متن سفينة حماية مصايد الأسماك في جيرسي في ميناء سانت هيلير جنبًا إلى جنب مع قارب مع ممثلين عن الصيادين الفرنسيين على متنه من أجل احترام قواعد التباعد الاجتماعي لـ كوفيد 19 خلال ساعتين من المناقشات. انتهى الاحتجاج بعد ظهر ذلك اليوم. قال إيان جورست إن المحادثات كانت إيجابية، لكن متحدثًا باسم صيادي الأسماك في نورماندي قال إن المحادثات وضعتهم «في مأزق أكبر»، وحذر من اتخاذ إجراءات انتقامية إذا لم يتم حل هذه المشكلة. قال بوريس جونسون إن سفن البحرية الملكية ستبقى في مكانها.

## النزاعات ذات الصلة
تصدر جيرسي الكثير من الأسماك التي يتم اصطيادها محليًا بواسطة أسطول الصيد الخاص بها إلى فرنسا، حيث يتم إنزالها في جرانفيل أو سانت مالو. يمكن لقوارب جيرسي المسجلة لدى لجنة مصائد الأسماك في شمال شرق المحيط الأطلسي إنزال القشريات وأسماك الزعانف التي تم صيدها في موانئ كارتريت أو جرانفيل، حيث أن هذه الأنواع معفاة من متطلبات الاتحاد الأوروبي للصحة والصحة النباتية للحصول على شهادة صحية للتصدير، ولكن يلزم الحصول على إذن فرنسي محدد قبل ذلك. كل هبوط لا يمكن إنزال الإسكالوب والبطلينوس والكلاب إلى الاتحاد الأوروبي بدون شهادة صحية. في 10 مارس 2021 قام الصيادون في جيرسي بإغلاق ميناء الجزيرة للفت الانتباه إلى الصعوبات في إنزال صيدهم في جرانفيل منذ خروج بريطانيا من الاتحاد الأوروبي.
في فبراير 2021 احتج صيادو جيرسي على اعتقادهم أن قوارب الصيد الفرنسية كانت تستغل فترة العفو عن طريق الصيد الجائر في مياه جيرسي.